# Japán vörösfenyő

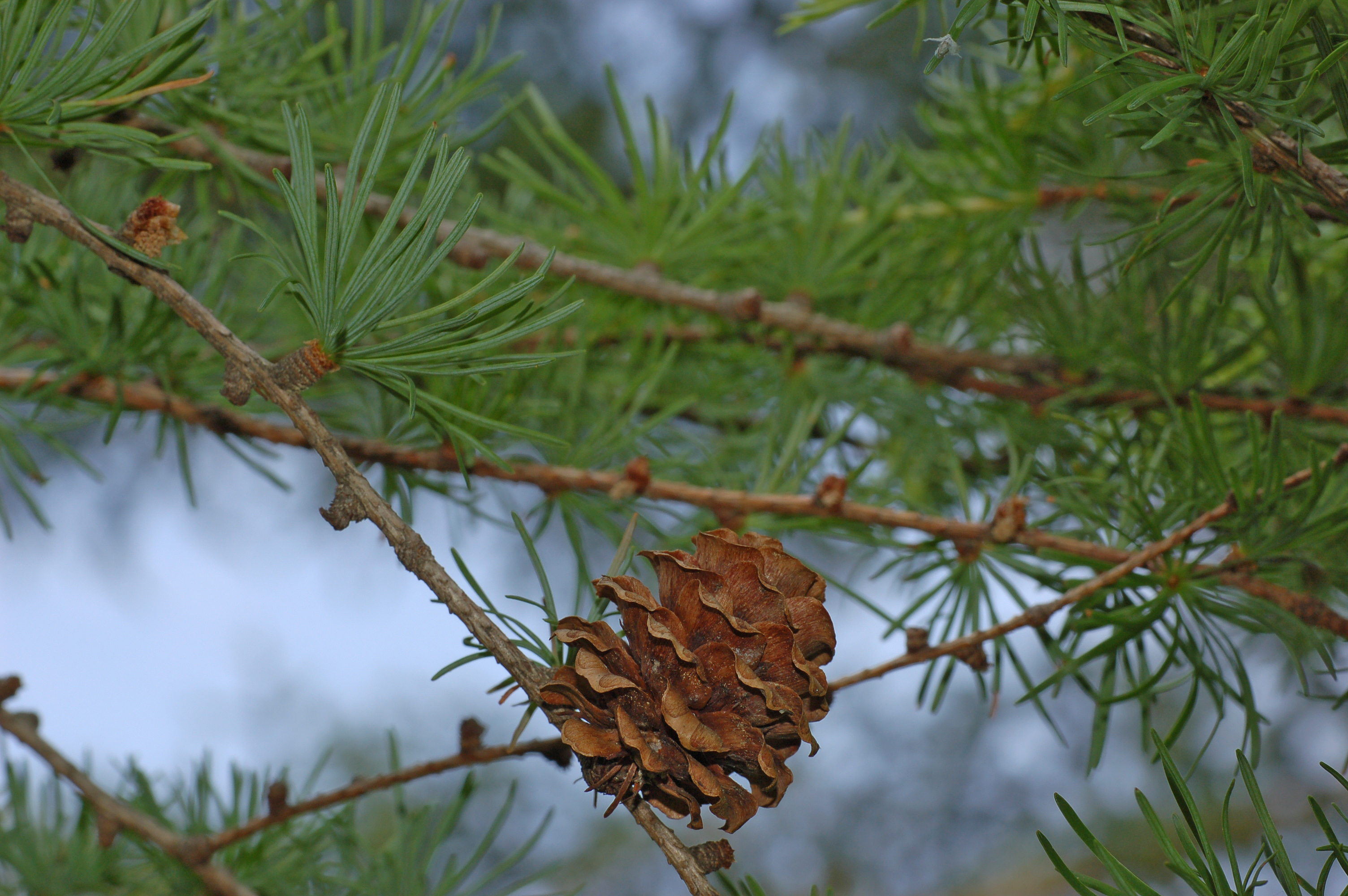
Japán vörösfenyő toboza hullámos pikkelylevelekkel

A japán vörösfenyő (Larix kaempferi, syn. Larix leptolepis) a fenyőalakúak (Pinales) vörösfenyő (Larix) nemzetségének egyik faja.

## Elterjedése, élőhelye
Honsú szigetén, a Japán-Alpokban 1000–2500 m között él. Európába 1861-ben hozta be J. G. Veitch. Ipari célokra Németországban is nagy területen termesztik; kertészeti változatait egyre többfelé ültetik.

## Megjelenése, felépítése
Bókoló ágú, kecses, kúp alakú lombhullató fa. 30–35 méter magasra nőhet meg, koronája szabálytalan vagy szélesen kúpos; idősebb korában ernyőssé válik. Ez a korona sűrűbb, mint európai rokonáé, az idősebb fáké cédrusszerűen ágemeletessé fejlődik (Józsa). Az alsó ágak szélesen kinyúlnak, végük felhajlik, a középső ágak is szétterülők. Kérge vörösesbarna, bordásan, idős korában táblásan repedezett. Felfelé törő új vesszői vöröses narancsszínűek, télire majdnem lilává sötétednek, később sárgásbarnákká válnak – ez a fő eltérés a japán vörösfenyő és az európai vörösfenyő (Larix decidua) között.
1–3,5 cm hosszú, 1–1,5 mm széles, ép szélű, lapos tűlevelei puhák, hamvasak. A hosszúhajtásokon egyesével, a törpehajtásokon 20–40 tűből álló csomókban nőnek. Nyelük nincs; a levélkék alapja szélesen ízesül a szárhoz. A levelek csúcsa tompa vagy hegyes egyaránt lehet; fonákukon két, jól látható sávban gázcserenyílások sorakoznak. Lombja kékesebb-szürkésebb az európai vörösfenyőénél, és ezért szebbnek tartják – a fiatal tűlevél világoszöld; az év nagy részében kékeszöld, az őszi lombhullás előtt aranysárgára színeződik.
Hajtásai narancsbarnák.
Termős tobozai az erősebb ágak felső oldalán találhatók meg sűrűn. Hosszúkásak; a meddőpikkelyek széle kihajlik, néha hullámos is. Színük kezdetben világossárga vagy -vörös, később zöld vagy sötétsárga, éréskor barna, kb. 3 cm szélesek és hosszúak.

## Életmódja
A fenyves öv alsó zónájában nő; a Fudzsi oldalán például a bükkös-juharos és a jegenyefenyves zóna között. Gyorsabban nő az európai vörösfenyőnél, ez ipari népszerűségének fő oka. Közép-Európában teljesen télálló és megfelelő körülmények között gyorsabban növekszik, mint az európai vörösfenyő.

## Felhasználása
Mint a többi vörösfenyőé. Nemcsak kertben, díszfának, de bonszainak is mutatós. Fája igen tartós nyersanyag. A szíjács kezdetben világos, később sötétedik, gesztje nyersen is sötétbarna. Házak, hajók építésére is alkalmas, deszkákat és burkolatokat készítenek belőle.

## Kertészeti változatai
- Larix kaempferi ‘Blue Dwarf’ (törpe kék japán vörösfenyő) – a lassan növő, törpe termetű fajta, amelynek nincs vezérága. Tűi kékeszöldek. Sziklakertekbe ültetik.
- Larix kaempferi ‘Blue Rabbit’ — (oszlopos kék japán vörösfenyő) – oszloposan növő, feltűnően kék tűlevelekkel.
- Larix kaempferi ‘Diana’ — (bókoló japán vörösfenyő) 2–3 m-es, felálló ágú bokor, aminek hajtásai spirálszerűen csavarodnak.
- Larix x eurolepis — az európai vörösfenyővel parkokban kialakult hibridje. Megjelenése a két törzsfaj közötti, átmeneti jellegű.
- Larix kaempferi ‘Pendula’ — teljesen lecsüngő ágakkal. Az alapfajra oltva szaporítják (Józsa).